# El cant de la selva
El cant de la selva (títol original en portuguès, Chuva é Cantoria na Aldeia dos Mortos ) és una pel·lícula dramàtica coproduïda internacionalment del 2018 dirigida per João Salaviza i Renée Nader Messora. Es va projectar a la secció Un certain regard al Festival de Canes de 2018, on va guanyar el Premi del Jurat. S'ha doblat i subtitulat al català.